# Natação no Campeonato Europeu de Esportes Aquáticos de 2014 - 1500 m livre masculino
A prova dos 1500 metros livre masculino da natação no Campeonato Europeu de Esportes Aquáticos de 2014 ocorreu entre os dias 21 e 20 de agosto em Berlim, na Alemanha. 

## Calendário
| Fase          | Data         | Hora  |
| ------------- | ------------ | ----- |
| Eliminatórias | 19 de agosto | 11:20 |
| Final         | 20 de agosto | 18:07 |

Todos os horários estão no horário local (UTC+1)

## Recordes
Antes desta competição, os recordes eram os seguintes:
| Recorde mundial       | Sun Yang             | 14:31.02 | Londres  | 4 de agosto de 2012  |
| Recorde europeu       | Yury Prilukov        | 14:41.13 | Pequim   | 15 de agosto de 2008 |
| Recorde do campeonato | Gregorio Paltrinieri | 14:48.92 | Debrecen | 23 de maio de 2012   |

Os seguintes novos recordes foram estabelecidos durante esta competição. 
| Data         | Prova | Nadador              | Nacionalidade | Tempo    | Recordes |
| ------------ | ----- | -------------------- | ------------- | -------- | -------- |
| 20 de agosto | Final | Gregorio Paltrinieri | Itália        | 14:39.93 | ,        |

## Medalhistas
| Ouro                       | Prata             | Bronze               |
| Gregorio Paltrinieri (ITA) | Pál Joensen (FRO) | Gabriele Detti (ITA) |

## Resultados

### Eliminatórias
Esses foram os resultados das eliminatórias. 
| Pos. | Bateria | Raia | Nadador              | Nacionalidade | Tempo    | Notas |
| ---- | ------- | ---- | -------------------- | ------------- | -------- | ----- |
| 1    | 3       | 4    | Gregorio Paltrinieri | Itália        | 14:54.75 | Q     |
| 2    | 2       | 4    | Gabriele Detti       | Itália        | 14:59.24 | Q     |
| 3    | 2       | 3    | Stephen Milne        | Reino Unido   | 15:04.86 | Q     |
| 4    | 3       | 5    | Gergely Gyurta       | Hungria       | 15:05.13 | Q     |
| 5    | 2       | 6    | Jay Lelliott         | Reino Unido   | 15:06.88 | Q     |
| 6    | 2       | 8    | Richárd Nagy         | Eslováquia    | 15:07.29 | Q     |
| 7    | 2       | 5    | Pál Joensen          | Ilhas Feroé   | 15:08.02 | Q     |
| 8    | 3       | 8    | Antonio Arroyo       | Espanha       | 15:11.86 | Q     |
| 9    | 3       | 2    | Jan Micka            | Chéquia       | 15:13.11 |       |
| 10   | 3       | 0    | Anthony Pannier      | França        | 15:17.03 |       |
| 11   | 2       | 0    | Anton Ipsen          | Dinamarca     | 15:17.14 |       |
| 12   | 3       | 7    | Damien Joly          | França        | 15:18.11 |       |
| 13   | 2       | 2    | Joris Bouchaut       | França        | 15:19.17 |       |
| 14   | 2       | 7    | Marc Sánchez         | Espanha       | 15:23.61 |       |
| 15   | 2       | 9    | Maarten Brzoskowski  | Países Baixos | 15:23.67 |       |
| 16   | 3       | 6    | Samuel Pizzetti      | Itália        | 15:32.01 |       |
| 17   | 1       | 5    | Maksym Shemberev     | Ucrânia       | 15:32.64 |       |
| 18   | 1       | 1    | Nezir Karap          | Turquia       | 15:32.65 |       |
| 19   | 3       | 3    | Serhiy Frolov        | Ucrânia       | 15:33.17 |       |
| 20   | 2       | 1    | Gergő Kis            | Hungria       | 15:40.77 |       |
| 21   | 1       | 2    | Eetu Piiroinen       | Finlândia     | 15:43.18 |       |
| 22   | 1       | 4    | Lukas Ambros         | Áustria       | 15:50.93 |       |
| 23   | 1       | 6    | Roman Dmytriyev      | Chéquia       | 15:51.27 |       |
| 24   | 3       | 1    | Pawel Furtek         | Polónia       | 15:52.09 |       |
| 25   | 3       | 9    | Ediz Yıldırımer      | Turquia       | 15:53.64 |       |
| 26   | 1       | 7    | Tomás Novovesky      | Chéquia       | 15:58.52 |       |
| 27   | 1       | 3    | Jan Kutník           | Chéquia       | 16:09.28 |       |

### Final
Esse foi o resultado da final. 
| Pos.              | Raia | Nadador              | Nacionalidade | Tempo    | Notas |
| ----------------- | ---- | -------------------- | ------------- | -------- | ----- |
| Medalha de ouro   | 4    | Gregorio Paltrinieri | Itália        | 14:39.93 | ,     |
| Medalha de prata  | 1    | Pál Joensen          | Ilhas Feroé   | 14:50.59 |       |
| Medalha de bronze | 5    | Gabriele Detti       | Itália        | 14:52.53 |       |
| 4                 | 3    | Stephen Milne        | Reino Unido   | 14:53.83 |       |
| 5                 | 2    | Jay Lelliott         | Reino Unido   | 14:58.74 |       |
| 6                 | 6    | Gergely Gyurta       | Hungria       | 15:03.26 |       |
| 7                 | 7    | Richárd Nagy         | Eslováquia    | 15:11.97 |       |
| 8                 | 8    | Antonio Arroyo       | Espanha       | 15:16.21 |       |